# Muller’s ratchet

Die Sperrklinke (2) verhindert das Rückwärtsdrehen des Sperrrades (1). Genauso lässt sich die Muller-Ratsche nur in die „Richtung“ von zusätzlichen, schädlichen Genmutationen drehen.

Muller’s ratchet (nach Hermann Joseph Muller), dt. „Muller-Ratsche oder -Sperrklinke“, ist ein Konzept in der Evolutionsbiologie. Es beschreibt die, unter bestimmten Randbedingungen zwangsläufige, Akkumulation nachteiliger Mutationen in natürlichen Populationen begrenzter Größe, bei moderat hohen bis hohen Mutationsraten, in Abwesenheit von Rekombination. Da Rekombination gewöhnlich an die sexuelle Fortpflanzung gebunden ist, gilt der Mechanismus als ein wesentlicher Grund für die Evolution von Sexualität überhaupt, und für das zwangsläufige, meist in evolutionär kurzen Zeiträumen erfolgende Aussterben von Arten, die die sexuelle Fortpflanzung sekundär aufgegeben haben; diese werden so zu „evolutionären Sackgassen“.
Der Mechanismus kann, kurzgefasst, so beschrieben werden: „Jede Population – ob sexuell oder asexuell fortpflanzend – wird nachteilige Mutationen enthalten, und Individuen, bei denen solche Mutationen vollkommen fehlen, sind seltene Ausnahmen. In einer kleinen Population mag jedes Individuum in jeder Generation zumindest eine davon enthalten. Das ist dann kein Problem, wenn sich die Art sexuell fortpflanzt, weil jederzeit Individuen ohne nachteilige Mutationen durch das Wirken der Rekombination wieder neu hergestellt werden können. In einer sich asexuell reproduzierenden Population aber können nachteilige Mutationen nicht mehr eliminiert werden (außer durch Rückmutationen, welche immer unwahrscheinlich sind, insbesondere aber in kleinen Populationen). In der Folgegeneration besitzt daher auch das beste (fitteste) Individuum eine nachteilige Mutation. In einer späteren Generation wird es irgendwann kein Individuum mehr geben, das nur noch eine nachteilige Mutation hat, so dass das beste Individuum nun zwei solche Mutationen besitzt; und so weiter. Die Anzahl der Mutationen steigt stufenweise an, eine Rückkehr ist ausgeschlossen. So kommt es, in einer dem Drehen eines Sperrads entsprechenden Entwicklung, in einer kleinen, sich asexuell fortpflanzenden Population zur Akkumulation einer immer weiter ansteigenden Zahl nachteiliger Mutationen, bis sie schließlich möglicherweise deswegen ausstirbt.“
Der Mechanismus ergibt sich aus der Theorie der Rekombination, die Forscher wie Hermann Joseph Muller und Ronald Aylmer Fisher von den 1930er Jahren an entwickelt haben. Den Ratschen-Mechanismus hat Muller in einer Arbeit von 1932 eingeführt, das Sprachbild der „Ratsche“ zuerst 1964. Der Ausdruck „Muller’s ratchet“ geht auf eine Arbeit von Joseph Felsenstein zurück, eine mathematische Formalisierung stammt von John Haigh.
Selbstverständlich arbeiten positive Mutationen, d. h. solche mit für das Individuum vorteilhaften Konsequenzen, diesem Mechanismus entgegen. Es ist aber eine realistische Annahme, dass viele natürliche Populationen mit ihrer langen Evolutionsgeschichte vor allem stabilisierender oder reinigender (engl.: purifying) Selektion unterliegen; in diesem Fall ist es realistisch anzunehmen, dass die meisten Mutationen eher nachteilig sein werden. Es konnte aber wahrscheinlich gemacht werden, dass dann, wenn die Rate günstiger Mutationen hoch genug ist, der Mechanismus aufgehalten werden kann. Zu beachten ist, dass der Mechanismus stark von der Mutationsrate (genauer: von der Mutationsrate im Verhältnis zur Populationsgröße) abhängt. Damit kann die Höhe der Mutationsrate unter starker Selektion selbst ein Selektionsfaktor werden und möglicherweise in kurzer Zeit stark abgesenkt werden. Andererseits kann die Mutationsrate durch den Mechanismus selbst stark beschleunigt werden, so dass dieser sich schließlich selbst verstärkt.
Die meisten Prokaryoten und Viren entkommen dem Mechanismus vermutlich durch ihre extrem hohe effektive Populationsgröße, außerdem wirkt ihm hier nicht-sexueller horizontaler Gentransfer entgegen. Ob der Mechanismus aber ursächlich für die Entwicklung horizontalen Gentransfers gewesen sein könnte, ist umstritten. Einen weiteren Schutz bietet vermutlich der Besitz von RNA-Polymerasen mit relativ hoher Fehlerrate, die, bei ihrem relativ kleinen Genom, die Wahrscheinlichkeit von Rückmutationen erhöhen. Arten, die die Rekombination beibehalten, können dem Mechanismus auch dann entgehen, wenn sie die klassische sexuelle Fortpflanzung mit zwei Geschlechtern aufgegeben haben, wie an dem Pilz Cryptococcus neoformans auch experimentell gezeigt werden konnte.